# Initiative Nachrichtenaufklärung
Die Initiative Nachrichtenaufklärung (INA) ist ein im Mai 1997 gegründeter deutscher Zusammenschluss von Medienwissenschaftlern und Journalisten, die die Öffentlichkeit auf Themen und Nachrichten aufmerksam machen möchten, die ihrer Meinung nach von den Massenmedien vernachlässigt werden.
Die Hauptaktivität ist die Veröffentlichung ihres Jahresberichts, der „Top 10 vernachlässigter Themen“.
Die INA wurde vom heutigen Professor für Mass Communication an der Jacobs University Bremen, Peter Ludes, in Siegen gegründet. Ihr Sitz wurde zwischenzeitlich nach Dortmund verlegt, ab Oktober 2002 koordinierte Horst Pöttker das Projekt am Dortmunder Institut für Journalistik. Heute sitzt die INA in Köln. 2014 übernahm Hektor Haarkötter von der Hochschule Bonn-Rhein-Sieg die Geschäftsführung. Im Jahre 2022 wurde Filiz Kalmuk (wissenschaftliche Mitarbeiterin an der Hochschule Bonn-Rhein-Sieg und Vorsitzende der INA) zur Geschäftsführerin der Initiative ernannt.
Im März 2002 wurde die INA für den Grimme Online Award nominiert.

## Strukturen
Der Organisationsprozess entspricht dem anderer Demokratieförderungs-Initiativen wie z. B. Unwort des Jahres. Die Vorschläge für mögliche Themenstellungen werden das ganze Jahr über gesammelt und von studentischen Rechercheteams daraufhin überprüft, ob sie den Nominierungskriterien der INA entsprechen. Derzeit recherchieren Teams an der Hochschule Bonn-Rhein-Sieg, der Hochschule für Medien, Kommunikation und Wirtschaft (HMKW) und der Hochschule Darmstadt für die INA. Eine Jury aus Wissenschaftlern, aktiven Journalisten, den Seminarleitern der INA-Rechercheseminare sowie Teilnehmern aus den Rechercheteams ermittelt dann aus dem Fundus der nominierten Eingaben methodisch eine Rangliste des Jahres, die schließlich der Öffentlichkeit vorgestellt wird.
Die Vorschläge können von Privatpersonen oder Organisationen per Post, Fax oder E-Mail eingereicht werden. Auf der Homepage gibt es neben Instruktionen auch ein online bedienbares Kontaktformular.

## Geschichte
Die Initiatoren gehen von der Prämisse aus, dass es in der deutschen Medienwelt ein ausgeprägtes „Rudelverhalten“, sogenannte Themenkonjunkturen und notorisch ausgeblendete Themen gibt. Als Vorbild diente ihnen die schon länger bestehende US-amerikanische Initiative Project Censored. Der lange in den USA arbeitende Medienwissenschaftler Peter Ludes sammelte mit Imme de Haen, der ehemaligen Leiterin der Henri-Nannen-Journalistenschule, Ingrid Kolb, Ulrich Saxer, Georg Schütte und Hermann Meyn in Siegen ein Gründerteam um sich, um diesen Missstand im Bereich der Medien publik zu machen und dadurch Abhilfe zu schaffen.
Die heutigen Juroren kommen aus verschiedenen deutschen Bundesländern und sind hauptsächlich Journalisten, Geistes- und Sozialwissenschaftler. Bekannte Persönlichkeiten unter ihnen sind: Marco Bertolaso (Nachrichtenchef des Deutschlandfunks), Christian Solmecke (Rechtsanwalt und freier Journalist und Radiomoderator), Günter Wallraff (Investigativjournalist und Schriftsteller), Rita Vock (Nachrichtenredakteurin beim Deutschlandfunk in Köln) sowie der Wissenschaftler Horst Pöttker (Technische Universität Dortmund).
Die Top Themen 2013 sollen mit Hilfe von Crowdfunding bearbeitet werden.
Seit 2015 besteht eine Kooperation mit der Nachrichtenredaktion des Deutschlandfunks und mit Journalist, der Zeitschrift des Deutschen Journalisten-Verbands (DJV).

## Nominierungskriterien
Zu nominieren und den Relevanzkriterien entsprechend sind prinzipiell Themen und Nachrichten, die
- "der Bevölkerung in Deutschland (und Europa) bekannt sein sollten, zu denen sie aber nur eingeschränkten oder gar keinen Zugang hat

- für einen Großteil der Bevölkerung relevant sind

- eindeutig konzipiert sind und auf zuverlässigen, überprüfbaren Quellen basieren

- trotz ihrer Bedeutung noch nicht von den Medien (Tageszeitungen, Zeitschriften, Nachrichtenbriefe, Rundfunk, Fernsehen, Internet u. a.) aufgegriffen, bzw. recherchiert und veröffentlicht wurden

- die in deutscher oder in einer anderen europäischen Sprache verfasst sind."[3]

## Top 10 der vergessenen Nachrichten (Jahresübersicht)
Nachfolgend die Jahresübersichten bis 2005 zurück über die „Top 10 der vergessenen Nachrichten“. Alle nominierten Themen der letzten Jahre bis 1997 einschließlich ihrer Begründung finden sich auf der offiziellen Webseite unter „Top-Themen“.

### Top 10 der vergessenen Nachrichten 2024
1. Phytosanierung
2. Tech-Monopole und der „Internet-Friedhof“ als Gefahr für die Demokratie
3. Google verschiebt Staatsgrenzen
4. Schlaglöcher in Deutschland und im Vereinigten Königreich
5. Tropenkrankheit Noma
6. Titandioxid: In Lebensmitteln verboten – in Medikamenten erlaubt?
7. Weltsozialforum: Ein Gegenmodell zum Weltwirtschaftsforum Davos
8. Crossover-Nierenspende (Suchen und Finden neuer möglicher Transplantationspaare)
9. Doppelbelastung von Kindern in migrantischen Familien durch Bürokratie und Schule
10. Suizide in der Landwirtschaft

### Top 10 der vergessenen Nachrichten 2023
1. Die Verdunklung der Meere in Küstennähe
2. Ship Abandonment (Schiffsaufgabe)
3. Mangelhafte Psychotherapieangebote für geistig Behinderte
4. Bolivien: Wirtschaftswachstum auf Kosten des Klimas und der Bevölkerung
5. HHC: Das neue, legale Gras
6. HIV-Krise in Russland
7. Sexualisierte Gewalt in der Demokratischen Republik Kongo
8. Suizid im Justizvollzug
9. Eingeschränkte Meinungs- und Kunstfreiheit in Spanien
10. Zusammenhang zwischen Tierquälerei und interpersonaler Gewalt

### Top 10 der vergessenen Nachrichten 2022
1. Die schleichende Abschaffung der Lernmittelfreiheit
2. Lücke im deutschen Gesundheitssystem: Unzählige Menschen nicht krankenversichert
3. Pflegende Kinder und Jugendliche
4. Palliativversorgung für Wohnungslose
5. Keine Macht den Räten? Betriebsrätemodernisierungsgesetz fast unbekannt
6. Nachhaltige Autobahn aus Asche
7. Sexismus in politischen Parteien
8. Das Aussterben der Schmetterlinge
9. Nachhaltige Bauinnovation durch „Lego“–Konstruktion und Baumaterial aus verwertetem Kunststoff und Reststoffen
10. Psychischer Missbrauch im Tanzsport

### Top 10 der vergessenen Nachrichten 2021
1. Gewollt und nicht gekonnt: Was bringt das neue Netzwerkdurchsetzungsgesetz wirklich?
2. NATO-Manöver „Defender 2020“ in Europa
3. Ärztliche Unkenntnis im Umgang mit Gewalt in der Schwangerschaft
4. Jung, arm, abgehängt: Das übersehene Armutsrisiko ab 18
5. Sozialunternehmen während der Coronapandemie
6. Fehlende psychologische Betreuung von Geflüchteten in den ersten 18 Monaten nach ihrer Ankunft in Deutschland
7. Rassismus und Kolonialismus: Blinde Flecken im Schulunterricht
8. Blind für Extremismus: Der deutsche Staat und islamistische und rechtsextreme Organisationen unter Türkeistämmigen
9. Menschenrechtsverletzungen an Kindern und Opfern der Terrorgruppe Boko Haram in Nigeria
10. Umsetzung erlassener Richtlinien der Europäischen Union zur Terrorismusbekämpfung

### Top 7 der vergessenen Nachrichten 2020
1. Facharztausbildung für Infektiologie fehlt in Deutschland
2. Europa 2020: Keine Strategie gegen Armut
3. Fehlende Tierethik in der Lebensmittelindustrie: Pferdeblut für Schweinefleisch (Pregnant Mare Serum Gonadotropin)
4. Sexismus durch Brauchtum – das Dilemma der Kirmeskönigin
5. Private Sicherheitsdienste als Polizeiersatz
6. Predictive Policing
7. Unsichtbare internationale Ausbeutung von Hauspersonal

### Top 10 der vergessenen Nachrichten 2019
1. JEFTA – Das größte Freihandelsabkommen der Welt
2. Der gläserne Passagier – Sammlung von Fluggastdaten in der EU
3. Venezuela und das Völkerrecht
4. Gesünderes Wasser ist möglich – Chemikalien meist nicht gefiltert
5. Das Stiftungs(un)wesen – Almosen statt Sozialpolitik?
6. Kinderarbeit für das Brautgeld – Das Sumangali-System in Indien
7. Wohlstand und Demokratie in Afrika – Das Beispiel Botswana
8. Gefährliche Cocktails – Falsche Medikation bei Senioren
9. Internet-Kriminalität – Aufklärung gelingt nur selten
10. Lebenslanges Leiden – Genitalverstümmelung in Deutschland

### Top 10 der vergessenen Nachrichten 2018
1. Inklusion in der Arbeitswelt
2. Portugal überwindet Finanzkrise – ohne Sparen
3. Monsun in Südasien 2017 versus Hurrikan in Texas
4. Prekäre Arbeitsbedingungen auf Containerschiffen
5. Lebensrettende Medikamente in Entwicklungsländern für große Teile unerschwinglich – die Pharmaindustrie ist eine der gewinnträchtigsten Branchen
6. Abschaffung des Bevölkerungsschutzes in Deutschland bei einem atomaren GAU
7. Gesundheitsgefahren und fehlende politische Regulierung der Schichtarbeit
8. Gewalt gegenüber Beschäftigten in psychiatrischen Einrichtungen
9. Die Zwangssterilisation von Roma-Frauen in der Tschechischen Republik
10. Humanitäre Krise im Tschad

### Top 10 der vergessenen Nachrichten 2017
1. Bundesrichterwahl illegal?
2. Die meisten Auslandseinsätze der Bundeswehr sind unbekannt
3. Costa Rica und andere Länder ohne Militär
4. Kann Hunger durch weniger Nahrungsmittelverschwendung verringert werden?
5. Deregulierung von Au-pair-Agenturen in Deutschland durch EU-Recht
6. Die Rolle des Westens im Jemen-Konflikt
7. Unzuverlässiges Gütesiegel führt zu Gewalt bei der Pferdeausbildung
8. Medikamentöse Ruhigstellung in Altenpflegeheimen
9. Fehlender Schutz von Kulturgütern bei atomarem GAU
10. Scheinselbstständigkeit unter freien Mitarbeitern

### Top 10 der vergessenen Nachrichten 2016
1. Finanzierung von Atomwaffen
2. EU und Euratom: Verpflichtet, die Kernkraft zu fördern
3. K.-o.-Tropfen: Lieferung frei Haus und legal
4. Der Xerox-Kopierer: Kopierer tauschen Zahlen
5. Handybetrug: Wer verdient am WAP-Billing?
6. Simulierte Videoüberwachung: Wenn der Betriebsrat nichts zu melden hat
7. Arbeitsbedingungen zu selten ein Thema
8. „Betonspritzen“ in der Psychiatrie
9. Mangelernährung bei Krebs: Krankenhäuser könnten mehr tun
10. Polizeigewalt: Ein Fall aus Köln[5]

### Top 10 der vergessenen Nachrichten 2015
1. Verkaufte Links: Wie Medien ihre Glaubwürdigkeit untergraben
2. Undurchsichtige Finanzen bei politischen Stiftungen
3. Prekäre Verhältnisse in Ausbildungsberufen
4. Fragwürdiger Umgang mit Patientendaten
5. Weißes Papier, schmutziges Geschäft
6. Überwachung in Skigebieten
7. Arbeitsbedingungen von Strafvollzugsbeamten
8. Facebook erforscht Künstliche Intelligenz
9. Millionen-Grab Polizei-Software
10. Moderne Rasterfahndung per Handy

### Top 10 der vergessenen Nachrichten 2014
2014 wurden keine Themen festgelegt.

### Top 10 der vergessenen Nachrichten 2013
1. In Spendierroben: Wie Richter ohne Kontrolle Geld aus Prozessen verteilen (Geldauflagen)
2. Das Geschäft mit der Abschiebepraxis (Asylbewerber, Frontex)
3. UN-Welternährungsprogramm ist intransparent
4. Fehlende Kontrolle von Au-Pair-Agenturen in Deutschland
5. Die gehörlose Generation (Hörgeschädigte)
6. E-Discovery: deutsche Unternehmensdaten für die USA
7. Bonuszahlungen für Ärzte – auch bei nicht zugelassener Medikation (Off-Label-Use)
8. Voluntourismus: Geschäfte mit der guten Tat im Ausland
9. Waffenexporte werden unzureichend kontrolliert (Endverbleibserklärung)
10. Polizeiliche Demonstrationsverbote für rechtswidrig erklärt (G8-Gipfel in Heiligendamm 2007)

### Top 10 der vergessenen Nachrichten 2012
1. Keine Rente für arbeitende Gefangene
2. HIV-positiv auf dem Arbeitsmarkt: Kein Rechtsschutz gegen Diskriminierung
3. Die Antibabypille – gefährliches Lifestyle-Medikament
4. Weiterbildung zum Hungerlohn
5. Hartz IV bei Krankheit – kein Thema
6. Vergessene Arbeits-, Sozial- und Zivilprozesse
7. Gekaufte Kundenbewertungen im Internet
8. Miserable Zustände in europäischen Haftanstalten
9. Die undurchsichtige Industrie humanitärer Hilfe
10. Betrugsanfälligkeit von Drogentests

### Top 10 der vergessenen Nachrichten 2011
1. Bankenrettung ohne wirksame parlamentarische Kontrolle
2. Flächendeckend Schadstoffe an Schulen in NRW
3. Militärforschung an deutschen Hochschulen
4. Grundrecht auf Gesundheit – nicht für alle
5. Ärztliche Versorgung in Altenheimen mangelhaft
6. Der vergessene Krieg im Kaukasus
7. Doping im Fußball
8. Alternative Geldsysteme
9. Der Nocebo-Effekt
10. Die Misere der Erfinder in Deutschland

### Top 10 der vergessenen Nachrichten 2010
2010 wurden keine Themen festgelegt.

### Top 10 der vergessenen Nachrichten 2009
1. Notstand im Krankenhaus: Pflegebedürftige allein gelassen
2. Psychiatrie: Bundesregierung biegt UN-Konvention zurecht
3. Kriegsberichterstattung lenkt von zivilen Friedensstrategien ab
4. Rechtswidrige Anwendung von Polizeigewalt
5. Lücken der Finanzaufsicht bei Kirchen
6. Mangelhafte Deklarierung von Jodzusatz in Lebensmitteln
7. Patente auf menschliche Gene und Gensequenzen
8. Schulen für Gehörlose unterrichten keine Gebärdensprache
9. Mangelnde Kontrolle deutscher Rüstungsexporte
10. Sondermüll beim Bauen und Sanieren

### Top 10 der vergessenen Nachrichten 2008
1. Zu viele Straftäter in der Psychiatrie
2. Pharmaindustrie unterwandert Patienten-Blogs
3. Kupferbelastung der Umwelt durch ersetzbare Bremsbeläge
4. Gefährlichkeit starker Psychopharmaka
5. SED-Vermögen: Immer noch in Liechtenstein und anderswo versteckt?
6. Gefahren durch Uran-Munition in Kriegsgebieten
7. Pauschale Berichterstattung über Entwicklungsländer
8. Idealisiertes Mutterbild statt Berichterstattung über postnatale Depression
9. Undifferenzierte Berichterstattung über Migranten
10. Menschenunwürdiger Umgang mit Totalverweigerern in der Bundeswehr

### Top 8 der vergessenen Nachrichten 2007
1. Absprachen über Terminierungsentgelte im deutschen Handynetz
2. Politiker behindern Einrichtung von Ombudsstellen
3. Qualitätsverluste im Journalismus
4. Chemikalien gefährden die Fruchtbarkeit – eine „tickende Zeitbombe“?
5. Städte kippen den Baumschutz
6. Die Schweiz beschließt neue Atomkraftwerke
7. Fragwürdige Auslandsgeschäfte der WestLB
8. Bundestag debattiert erstmals über Entschädigung für deutsche Kolonialverbrechen in Afrika

### Top 10 der vergessenen Nachrichten 2006
1. Fehlende Therapieplätze für Medikamentenabhängige
2. Über eine Million politische Gefangene in China – unmenschliche Haftbedingungen und Organhandel?
3. Stromfresser Internet
4. Biologische Waffen aus dem Internet
5. Wenn Insider Alarm schlagen – Whistleblower haben in Deutschland einen schweren Stand
6. Keine Zukunft für die Sahrauis
7. MEADS: Auf welche Berater verließ sich die Bundesregierung?
8. Agrarsubventionen: EU verhindert rechtzeitige öffentliche Debatte
9. Öl-Konzern hintertreibt Klimaschutzpolitik
10. Pauschale Bonitätsprüfung

### Top 10 der vergessenen Nachrichten 2005
1. Korruptionsbekämpfung durch die UNO – Deutschland ist nicht dabei
2. Bedenklicher Einsatz von Wahlmaschinen
3. Der Pestizid-Bumerang: Die verbotenen Gifte kommen zurück
4. Strategie der Abhängigkeit: Irakische Bauern müssen Lizenzgebühren für Saatgut zahlen
5. Geheimdienste überwachen unkontrolliert die digitale Kommunikation in Europa
6. Fehler im System: Wie der „Grüne Punkt“ ausgehebelt wird
7. Deutschland verschläft die Energiewende
8. EU-Chaos beim digitalen Fahrtenschreiber
9. Schmutzige Kredite
10. Vom Petro-Dollar zum Petro-Euro: Iran plant neue Ölbörse

## Günter-Wallraff-Preis für Pressefreiheit und Menschenrechte
Seit 2015 verleiht die Initiative Nachrichtenaufklärung e. V. (INA) im Rahmen des jährlichen Kölner Forums für Journalismuskritik beim Deutschlandfunk den mit 5.000 Euro dotierten Günter-Wallraff-Preis für Pressefreiheit und Menschenrechte (ursprünglich: Günter-Wallraff-Preis für Journalismuskritik). Die INA hat sich zum Ziel gesetzt, Personen oder Institutionen auszuzeichnen, die sich „als Journalist:innen, Publizist:innen oder Bürgerrechtlicher:innen für Pressefreiheit und die Wahrung der universellen Menschenrechte, für Toleranz, soziale Rechte und Freiheit aller Menschen einsetzen“.